# Xenasmataceae
Famille
Les Xenasmataceae sont une famille de champignons basidiomycètes de l'ordre des Polyporales.

## Liste des genres
Selon MycoBank (6 février 2023) :
- Xenasma Donk, 1957
- Xenasmatella Oberw., 1966
- Xenosperma Oberw., 1966

## Systématique
Le nom correct complet (avec auteur) de ce taxon est Xenasmataceae Oberw., 1966.
Xenasmataceae a pour synonyme :
- Xenasmateae (Oberw.) Parmasto, 1968

## Publication originale
- (de) F. Oberwinkler, « Primitive Basidiomyceten. Revision einiger Formenkreise von Basidienpilzen mit plastischer Basidie », Sydowia, Autriche, vol. 19, nos 1-3,‎ 1966, p. 1-72 (ISSN 0082-0598).